# Ulota lutea
Ulota lutea là một loài Rêu trong họ Orthotrichaceae. Loài này được (Hook. f. & Wilson) Mitt. miêu tả khoa học đầu tiên năm 1859.